# Cyryl Lubowidzki
Cyryl Lubowidzki (1897–1898) – piąty z rzędu biskup łucko-żytomierski, wcześniej biskup pomocniczy łucki i żytomierski. Urodził się w 1824 r. w Druchowie w powiecie rówieńskim. Po nauce w domu, wstąpił do seminarium jeszcze w Łucku, którego rektorem był znakomity i świątobliwy kapłan, ks. Wiktor Ożarowski. Odznaczał się wielkimi zdolnościami i pilnością, dlatego został wysłany na studia do Wilna, a następnie do Petersburga, jakie ukończył ze stopniem magistra teologii. Święcenia kapłańskie przyjął w 1846 roku. Po powrocie z Petersburga do diecezji został profesorem teologii dogmatycznej, śpiewu i liturgiki oraz bibliotekarzem w Seminarium Duchownym w Żytomierzu. Dobrocią i sprawiedliwością zjednywał sobie kleryków. Kanonik honorowy i gremialny. W 1861 roku został mianowany scholastykiem Kapituły Łuckiej i Żytomierskiej. W tejże kapitule w 1864 r. został kantorem, w 1866 – archidiakonem, a w 1876 – prałatem-dziekanem. W 1878 r., gdy bp Kasper Borowski był na zesłaniu (od 1869 r.), został administratorem diecezji i urząd ten piastował do objęcia rządów diecezją przez nowo mianowanego ordynariusza łucko-żytomierskiego bpa Szymona Marcina Kozłowskiego w 1883 roku. 24 marca 1884 r. prekonizowany na biskupa tytularnego Dulma (Almissa) oraz biskupa pomocniczego łuckiego i żytomierskiego. Gdy w 1891 r. bp Sz. M. Kozłowski został mianowany metropolitą mohylewskim i diecezja łucko-żytomierska znów została bez pasterza, ponownie został administratorem diecezji. Dopiero w dniu 30 stycznia 1897 r. (nominacja papieska: 2 sierpnia 1897 r.) został kolejnym ordynariuszem łucko-żytomierskim, ale był nim niedługo, bo zmarł w dniu 28 maja 1898 roku. W latach 1897–1898 był również administratorem diecezji kamienieckiej. Pochowany na cmentarzu rzymskokatolickim w Żytomierzu. 

## Literatura
- Ks. Piotr Nitecki, „Biskupi Kościoła w Polsce w latach 965-1999”, ISBN 83-211-1311-7, Warszawa 2000, s. 258.
- Krzysztof Rafał Prokop, „Sylwetki biskupów łuckich” ISBN 83-911918-7-7, Biały Dunajec – Ostróg 2001, s. 186-188.
- Ks. Witold Józef Kowalów, „Bp Cyryl Lubowidzki (1897-1898)”, [w:] „Wołanie z Wołynia” 5 (1998) nr 2, s. 33.